# Tchajčouská škola
Tchajčouská škola (čínsky v českém přepisu Tchaj-čou süe-pchaj, pchin-jinem Tàizhōu xuépài, znaky zjednodušené 泰州学派, tradiční 泰州學派) byla neokonfuciánská škola středně- a pozdněmingské éry, jedna ze škol na něž se rozdělili žáci a stoupenci filozofie Wang Jang-minga, koncem 16. století vlivná mezi intelektuály Ťiang-nanu. Jméno dostala podle prefektury Tchaj-čou, odkud pocházel její zakladatel Wang Ken.
K představitelům tchajčouské školy patřili
- Wang Ken (1483–1541),
- Ču Šu (1501–1583), řezbář
- Sü Jüe († 1552),
- Wang Pi (1511–1587), Wang Kenův syn
- Chan Čchen (1509–1585), žák Wang Piův a Ču Šuův, hrnčíř
- Čao Čen-ťi (1508–1576), žák Sü Jüeův
- Jen Ťün (1504–1596), žák Sü Jüeův
- Keng Ting-siang (1524–1596),
- Keng Ting-li (1534–1584), bratr Keng Ting-sianga
- Luo Žu-fang (1515–1588), žák Jen Ťüův
- Che Sin-jin (1517–1579), žák Jen Ťüův
- Ťiao Chung (1540–1620), žák Keng Ting-siangův a Luo Žu-fangův
- Čou Žu-teng (1547–1629), žák Luo Žu-fangův,
- Li Č’ (1527–1602), nejradikálnější a nejosobitější filozof tchajčouské školy.[2]

Filozofové tchajčouské školy pocházeli z různých společenských vrstev, od prostých řemeslníků po vysoké úředníky a mnohdy se lišili ve svých filozofických názorech na vztah srdce/mysli, Taa a přirozenosti; škola byla typická individualismem a svébytností svých představitelů. Je označována za „levicovou“ pro její názor, že cesta k moudrosti a svatosti je přístupná pro každého, i prosté lidi, včetně žen. Jejich učení bylo předmětem kritiky ostatních konfuciánců, jako nejradikálnější ze škol vycházejících z Wang Jang-mingova učení. Kritici jejím členům upírali příslušnost ke konfuciánské tradici a pejorativně je označovali za čchanové buddhisty, pro jejich tendence k synkretismu a blízkost k čchanu.